# Cerová vrchovina
Cerová vrchovina (maďarsky Cserhát) je vrchovina na jižním Slovensku. Má protáhlý tvar od západu k východu. Zhruba jednu polovinu území obklopuje Jihoslovenská kotlina (Lučenská kotlina na severozápadě a Rimavská kotlina na severovýchodě), druhá polovina tvoří slovenskou státní hranici s Maďarskem. Území zabírá plochu asi 440 km². Jde o výběžek maďarského pohoří Cserhát.

## Charakteristika
Cerová vrchovina vznikla v posledních fázích vulkanické činnosti na území Slovenska před šesti až dvěma milióny let. Nejvyšší místa v této oblasti jsou Karanč (727 m), Šiator (660 m), Ragáč (536 m) a Veľký Bučeň (514 m). Geologicky je tvořena vrstvami třetihorních písků, pískovců, štěrků, jílů a sopečných čedičů a sopečných andezitů. Geologie se výrazně projevuje v reliéfu krajiny. Hřbety se zbytky čedičových tabulí (Pohanský hrad, Veľký Bučeň) jsou zbytky lávových proudů. Zájem je o různě tvarovaná bradla (slovensky brala). Bradla původně vytvářela komíny sopek, ve kterých byly různé produkty čedičového vulkanismu (Hajnáčka, Soví hrad, Šomoška nebo Steblová skala), nebo jde o andezitové útvary, které ztuhly ještě pod zemským povrchem (kopce Šiator nebo Karanč). Oba typy útvarů vznikly původně v hloubce pod povrchem, ale byly odkryté díky působení erozních procesů. V dnešní době tak ční vysoko nad okolí.
Porost je zde tvořen listnatými lesy, nejvíce je rozšířen dub. V nížině okolo řeky Ipeľ se vyskytují lužní lesy. V nejnižších polohách vrchoviny jde o lesy dubového vegetačního stupně, výše leží lesy bukovo-dubového stupně, které zabírají největší část území. Stupeň dubovo-bukový zasahuje až do nejvyšších částí vrchoviny, popř. se nachází na chladnějších, severních svazích v nižších polohách. Vegetační stupeň bukový se vyskytuje jen izolovaně. Původní lesy, které byly v minulosti odlesněné, se proměnily na pastviny, louky a ornou půdu. V extrémních polohách, např. na suchých, jižních svazích se vytvořily stepi, na obvodu skalních výběžků a bradel zase vznikly lesostepi.
Vrchovina má hustou říční síť, i když v létě část toků vysychá. Západní část odvodňuje řeka Ipeľ, východ řeka Rimava (přítok Slané) a jejich přítoky. Na rozsoše mezi Pohanským hradem a Veľkým Bučněm leží rozvodí mezi Iplem a Slanou. V povodí Slané leží asi dvě třetiny Cerové vrchoviny. Území podnebně spadá mezi teplé oblasti se zimními průměrnými teplotami mezi −2 až −4 °C a letními teplotami 17 až 20 °C. Roční průměrný úhrn srážek je 550 až 700 mm. Počet dní se sněhovou pokrývkou se pohybuje okolo 50–70, počet letních dní mezi 60–70.

## Chráněná území

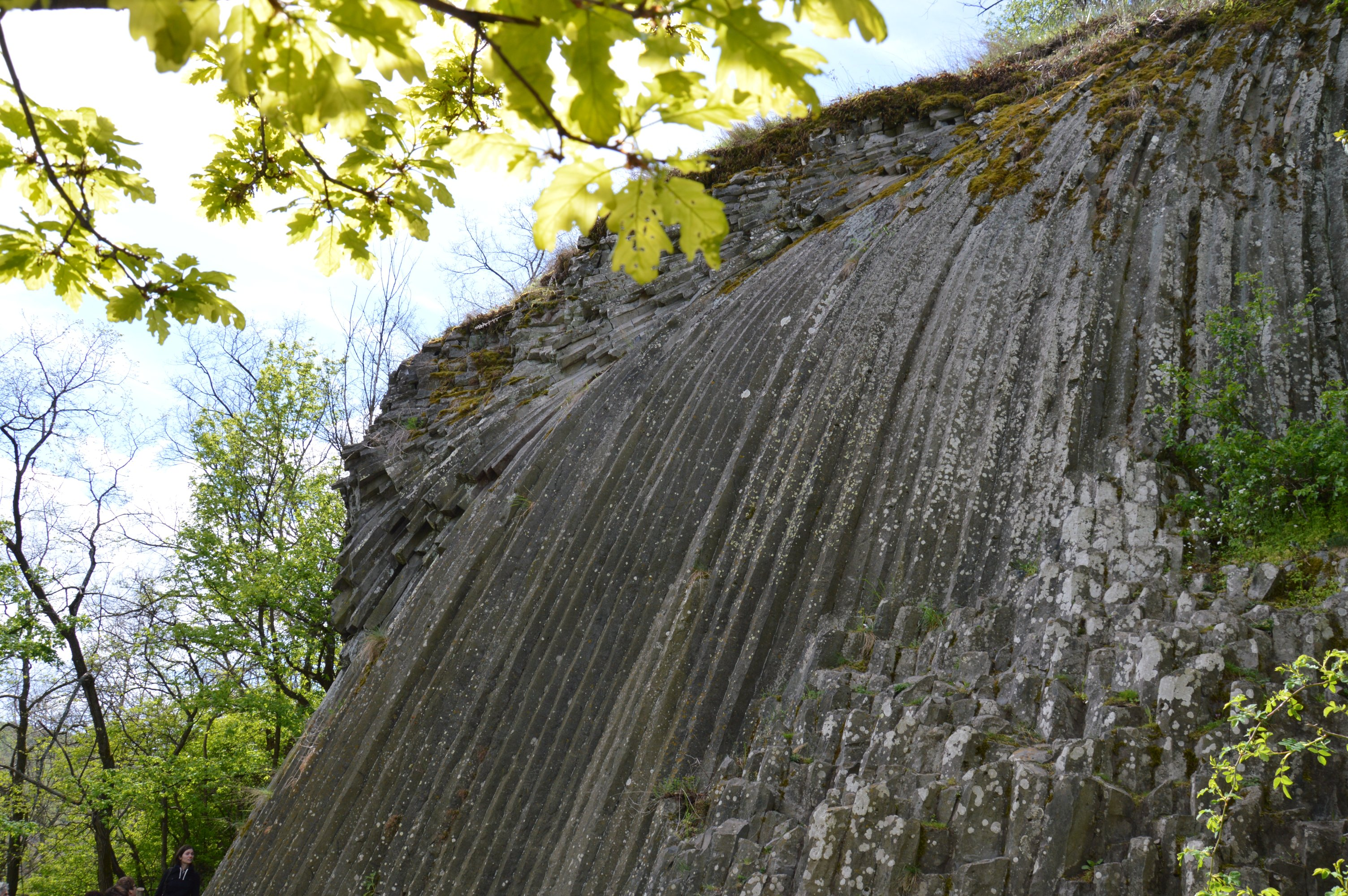
Kamenný vodopád v Národní přírodní rezervaci Šomoška

Cerová vrchovina má bohatý, relativně nenarušený přírodní potenciál, a proto bylo toto území s rozlohou 162 km² vyhlášeno v roce 1989 chráněnou krajinnou oblastí Cerová vrchovina. Její součástí jsou početné národní přírodní rezervace. Velmi cennou je např. Národní přírodní rezervace Šomoška. Byla vyhlášena už v roce 1954 a jde o hradní vrch se vzácným příkladem sloupcového rozpadu čediče s pěti a šestibokými hranoly – Kamenný vodopád, který patří k evropským raritám. Zřícenina hradu Šomoška na vrcholu pochází ze 14. století, na svazích pod hradním vrchem se nacházejí vzácná společenstva listnatých lesů.
K zajímavým chráněným památkám patří Pohanský hrad a Hajnáčka – zřícenina gotického hradu ze 14. století na skalnatém kopci vulkanického původu. V sopečných horninách byly nalezeny úlomky kostí zvířat žijících v třetihorách. K chráněným přírodním památkám patří například Ragáč, Sprašový odkryv u obce Radzovce nebo Soví hrad. Soví hrad je archeologické naleziště z doby kamenné a bronzové. Jde o čedičový vrchol s menší náhorní plošinkou a kráterem nad obcí Šurice.

## Turistika
Přírodní zvláštnosti a zajímavosti lákají návštěvníky od jara do podzimu. Četné turistické cesty a naučné stezky vedou do nejatraktivnějších míst. Pro náročnější zimní sporty nejsou v této oblasti vhodné terény. Chybějí zde upravené svahy i lyžařské vleky, nenalézají se zde ani žádná zimní rekreační střediska. Za příznivých sněhových podmínek je možné se věnovat běžeckému lyžování.